# Maraton

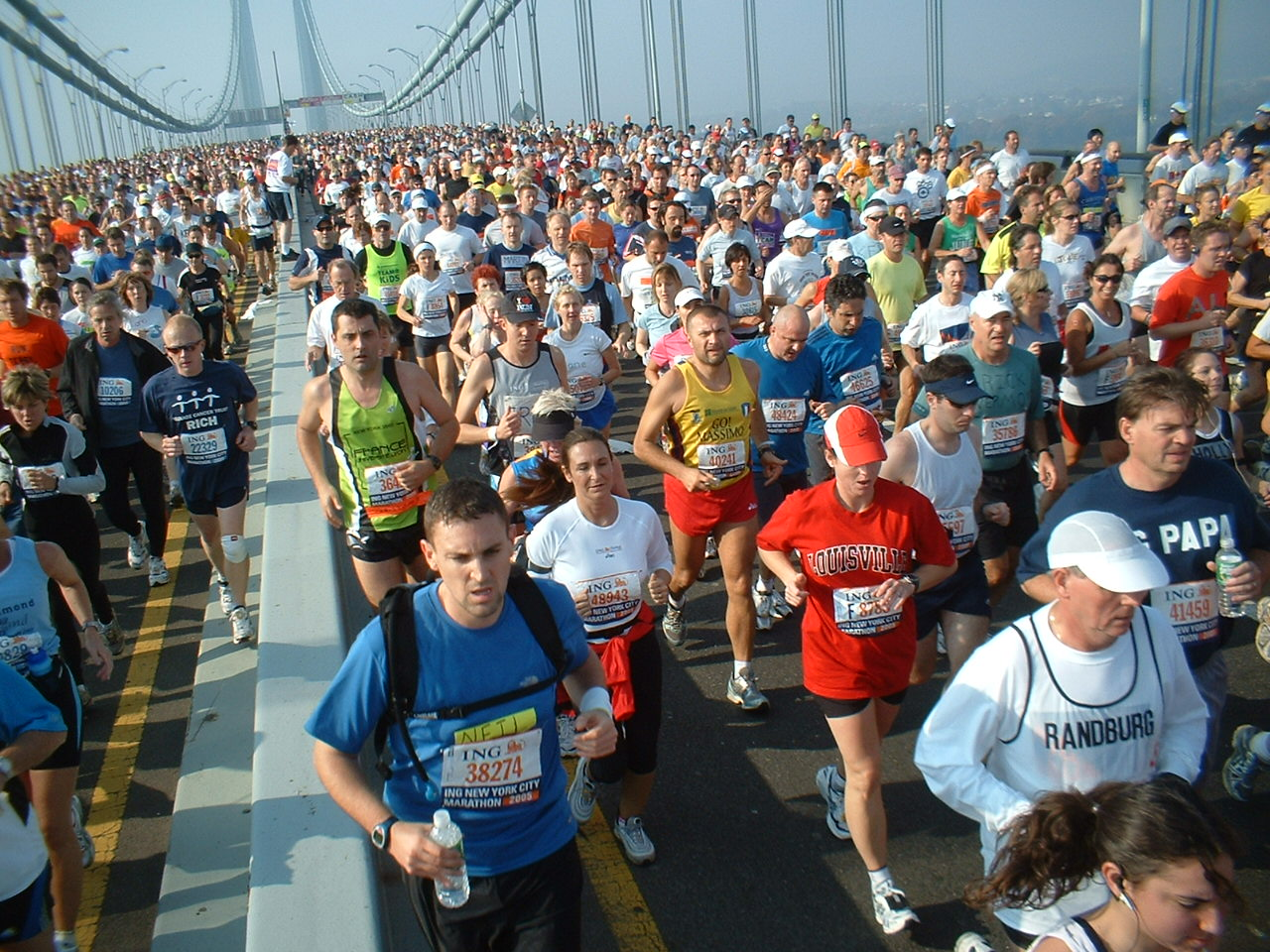
Alergători la maratonul din New York 2005

Maratonul este o probă sportivă de alergare pe distanță lungă, cu o distanță oficială de 42,195 km, care se aleargă de obicei pe șosea. Evenimentul este numit după legenda soldatului grec Fidipide, un mesager care a adus la Atena vestea victoriei din Bătălia de la Maraton. Acuratețea istorică a acestei legende este pusă la îndoială, fiind contrazisă în special de relatările lui Herodot. 
Maratonul a fost unul dintre sporturile de la Jocurile Olimpice moderne din 1896, deși distanța nu a fost standardizată până în 1921. Mai mult de 800 de astfel de curse se desfășoară în întreaga lume în fiecare an, marea majoritate a concurenților fiind sportivi amatori. Maratoanele mai mari pot avea zeci de mii de participanți.

## Distanțe
| An        | Distanță (km) | Distanță (mile) |
| --------- | ------------- | --------------- |
| 1896      | 40            | 24,85           |
| 1900      | 40,26         | 25,02           |
| 1904      | 40            | 24,85           |
| 1906      | 41,86         | 26,01           |
| 1908      | 42,195        | 26,22           |
| 1912      | 40,2          | 24,98           |
| 1920      | 42,75         | 26,56           |
| după 1924 | 42,195        | 26,22           |

## Maratoane în România
- Maratonul internațional București
- Brasov Marathon
- Maratonul Internațional Cluj
- Aiud Maraton Arhivat în 4 mai 2016, la Wayback Machine.
- Maratonul Via Maria Theresia Arhivat în 7 aprilie 2016, la Wayback Machine.
- Maratonul Internațional Sibiu[1]